# Merouane Anane
Merouane Anane (en arabe : مروان عنان) est un footballeur algérien né le 31 mai 1990 à Alger. Il évolue au poste de milieu défensif à l'USM El Harrach.

## Biographie

### En club
Le 25 mai 2010, Anane fait ses débuts professionnels en faveur du CR Belouizdad, en étant titularisé contre le CA Batna lors de la 32e journée de la Ligue Professionnelle algérienne 1 2009-10. Le CR Belouizdad s'incline 1-0.
Avec le club de Belouizdad, il dispute un total de 71 matchs en première division algérienne, inscrivant un but.
Il joue ensuite en faveur du CS Constantine puis du RC Relizane. Il prend part avec ces deux équipes à 45 matchs en première division, pour un but inscrit. Il participe également à la Coupe de la confédération 2016 avec le club de Constantine.

### En équipe nationale
Le 30 novembre 2011, Anane est convoqué au sein de l'équipe nationale algérienne des moins de 23 ans par l'entraîneur Azzedine Aït Djoudi, pour un stage d'entraînement de cinq jours à Alger. Le 16 novembre 2011, il est sélectionné au sein de l'algérienne des moins 23 ans pour le championnat d'Afrique des moins de 23 ans 2011 organisé au Maroc.